# Renato Peroni
Renato Peroni, né à Vienne (Autriche) le 16 décembre 1930 et mort à Rome (Italie) le 4 mai 2010, est un archéologue italien, professeur en Protohistoire de l'Europe à l'Université de Rome « La Sapienza ».
Spécialiste de l'âge du bronze et du Hallstatt, il est l'auteur de nombreuses publications.

## Biographie
Renato Peroni naît à Vienne (Autriche) le 16 décembre 1930 d'Adriano Peroni et Anna Kosel.
Il étudie à l'université de Rome, montrant une vocation particulière pour les périodes préhistorique et plus spécialement protohistorique de l'archéologie. En 1950 il obtient un diplôme de paléoethnologie, décerné par l'Université de Rome « La Sapienza », mais à cette formation académique italienne il ajoute la rigueur d'étude de l'archéologie préhistorique allemande.
Dès le début des années 1950, il participe à Rieti à des recherches initiées par le musée national de préhistoire et d'ethnographie Luigi Pigorini, et il conduit en parallèle des fouilles dans la commune côtière de Malpasso, près de Civitavecchia.
En 1959 il publie la monographie Per una definizione dell'aspetto culturale subappenninico come fase cronologica a sé stante. Il fait largement appel  à une méthode de classement basée sur la typologie des artéfacts et, grâce à la rédaction d'une table d'association des artéfacts dans les gisements archéologiques, il montre la substitution progressive de certains modèles par d'autres ; il en déduit la datation, fixant ainsi la chronologie des événements historiques.
Fonctionnaire du ministère de l'Instruction publique (dans le secteur Antiquités et Beaux-Arts qui passera ensuite sous la tutelle du ministère de la Culture), il exerce son activité auprès du musée Pigorini et il enseigne en tant que contractuel, puis, ayant abandonné l'administration des Antiquités et Beaux-Arts, comme professeur de second niveau à l'université de Rome.
Après une période pendant laquelle il étudie les époques allant du Paléolithique à l'âge du fer tardif (La Tène), il restreint, au cours des années 1970, son champ d'investigations à la période allant de l'âge du bronze au premier âge du fer (Hallstatt). Il obtient en 1974 la qualification de professeur titulaire.
Il a conçu et dirigé le chantier de fouilles de l’habitat protohistorique calabrais de Broglio di Trebisacce, après avoir dirigé des fouilles à Allumiere - Poggio della Pozza (Rome), à Asciano (Pise) dans l'abri dit de « la Romita », à Narce près de Calcata (Viterbe), à Palidoro (aujourd'hui sur le territoire de Fiumicino) et à Pianello di Genga (Ancône).
À partir d'un solide socle de connaissances des matériaux basé sur leur documentation graphique, grâce à leur classification formelle et typologique permettant la définition des chronologies locales, Renato Peroni contribue de manière notable à une meilleure compréhension de la structure sociale et de l'organisation économique des sociétés antiques.
Il a fondé et dirigé la collection « Grandi contesti e problemi della protostoria italiana » qui a publié dans ce domaine plus de dix monographies sur divers complexes archéologiques et thèmes de recherche protohistorique. De nombreux ouvrages et articles le montrent promoteur et coauteur de projets de recherche dans lesquels il implique beaucoup de ses étudiants. Parmi ses mérites reconnus, outre ses qualités scientifiques qui lui valent notoriété et estime internationale, figurent son attachement à la didactique et le fait d'avoir fait naître une « école » de l'archéologie protohistorique.
En 2006, à l'occasion de la fin de sa carrière universitaire, est publié le volume « Studi di Protostoria in onore di Renato Peroni », témoignage de l'estime de nombreux étudiants et de reconnaissance de ses élèves.
De santé fragile, en partie en raison d'une insuffisance rénale chronique, il est hospitalisé le 2 mai 2010. Il meurt subitement deux jours après.

## Publications
- (it) Per una definizione dell'aspetto culturale subappenninico come fase cronologica a sé stante, Rome, Memorie Accademia dei Lincei, 1959, 253 p.
- (it) Archeologia della Puglia preistorica, Rome, De Luca, 1967, 134 p.
- (it) L'età del bronzo nella penisola italiana, vol. 1 : L'antica età del bronzo, Florence, Leo S. Olschki, 1971, 371 p.
- (it) Studi di cronologia hallstattiana, Rome, De Luca, 1973, 81 p.
- (it) Popoli e civiltà dell'Italia antica, vol. 9 : Protostoria dell'Italia continentale. La penisola italiana nelle età del bronzo e del ferro, Rome-Tivoli, Biblioteca di storia patria, 1989, 645 p.
- (it) Introduzione alla protostoria italiana, Bari-Rome, Laterza, 1994, 329 p. (ISBN 978-88-420-4381-2)
- (it) L'età del bronzo in Italia : per una cronologia della produzione metallurgica  (en collaboration avec Gian Luigi Carancini), Pérouse, Ali&No, 1999, 128 p. (ISBN 978-88-87594-03-4)
- (it) L'Italia alle soglie della storia, Bari-Rome, Laterza, 2004, 658 p. (ISBN 978-88-420-7240-9)

## Pour en savoir plus